# Verdun (Georges Blond)
Pour les articles homonymes, voir Verdun (homonymie).
Verdun est un document historique de Georges Blond publié en 1961.

## Résumé
En février 1916, des milliers d'hommes sont emmenés en train vers Verdun. Le 21, les 73 bataillons allemands déclenchent une pluie d'obus sur les 36 bataillons français sur 15 km. Les français passent de 150 000 à 500 000. La route Bar-le-Duc-Verdun devient la première autoroute, interdite aux chevaux. Le 22 mai les Français reprennent le fort de Douaumont. À l'hôpital de campagne, des infirmiers tapent sur les rats avec des bâtons. La dernière poussée allemande a lieu le 23 juin et leur riposte cesse le 12 juillet.

## Commentaires
Souvent primé comme romancier, Georges Blond est également l'auteur de quelques ouvrages historiques, dont cet ouvrage notamment, où l'on retrouve sa méthode et son sens de la situation dramatique.

## Sources
- Rédaction LM, « La mort de Georges Blond. Un historien pour sujets "chauds" », Le Monde,‎ 18 mars 1989 (lire en ligne).
- « Verdun », Revue historique des armées, vol. 18, no 1,‎ 1962, p. 151 (lire en ligne).
- « Verdun », Revue des deux Mondes,‎ 1970, p. 366 (lire en ligne).